# Šilovo (Gnjilane)
Pour les articles homonymes, voir Šilovo.
Shillovë en albanais et Šilovo en serbe latin (en serbe cyrillique : Шилово) est une localité du Kosovo située dans la commune/municipalité de Gjilan/Gnjilane, district de Gjilan/Gnjilane (Kosovo) ou district de Kosovo-Pomoravlje (Serbie). Selon le recensement kosovar de 2011, elle compte 547 habitants.

## Démographie

### Évolution historique de la population dans la localité
| 1948 | 1953 | 1961 | 1971 | 1981  | 1991  | 2011 |
| ---- | ---- | ---- | ---- | ----- | ----- | ---- |
| 729  | 754  | 894  | 970  | 1 072 | 1 321 | 547  |

|  |

### Répartition de la population par nationalités (2011)
En 2011, les Albanais représentaient 51,82 % de la population et les Serbes 47,35 %.